# Stéphane Desrousseaux
Pour les articles homonymes, voir Desrousseaux.
 (octobre 2011).
Si vous disposez d'ouvrages ou d'articles de référence ou si vous connaissez des sites web de qualité traitant du thème abordé ici, merci de compléter l'article en donnant les références utiles à sa vérifiabilité et en les liant à la section « Notes et références ».
Stéphane Desrousseaux est un numismate français né le 9 mai 1979 et mort en juillet 2015 à l'âge de 36 ans.

## Biographie
Après un passage réussi en classes préparatoires aux grandes écoles (hypokhâgne et khâgne)[réf. nécessaire], Stéphane Desrousseaux rejoint Jean Tulard à l'Université de Paris IV-Sorbonne sous la direction duquel il soutient un mémoire de maîtrise et un mémoire de DEA d'Histoire sur la politique monétaire de Napoléon, couronnés chacun par une mention « TB ». Lauréat des bourses d'études de la Fondation Napoléon en 2002 et titulaire en parallèle d'une licence d'administration publique obtenue à l'Université de Paris II Panthéon-Assas[réf. nécessaire], il soutient, en 2007, sous les directions de Jean Tulard et de Jacques-Olivier Boudon, une thèse de doctorat d'Histoire moderne et contemporaine, qui reçoit la mention « très honorable » à l'unanimité des membres du jury. Une grande partie en est publiée en 2012 aux Éditions Les Chevau-légers sous le titre La monnaie en circulation en France sous Napoléon. 
Membre correspondant de la Société française de numismatique et secrétaire de l'association « Les Amis du Franc », Stéphane Desrousseaux intègre, en janvier 2005, l'équipe cgb.fr pour occuper le poste de responsable de la boutique « MODERNES » et co-rédacteur de catalogues MODERNES et VSO. Auteur de nombreux articles sur la numismatique française en tant que spécialiste des monnaies modernes françaises et fort de dix années d'expérience en « grading », il est également chef de projet et co-auteur, avec Michel Prieur et Laurent Schmitt, depuis sa 8e édition (2009), de Le Franc, ouvrage de référence sur les monnaies modernes françaises (post-révolutionnaires).

## Ouvrages
- Le Franc (8e édition), avec Michel Prieur et Laurent Schmitt,
- Le Franc (9e édition), avec Michel Prieur et Laurent Schmitt,
- Le Franc (10e édition), avec Michel Prieur et Laurent Schmitt,
- Trésors. Mythes et réalités, 2005, avec Arnaud Clairand, Samuel Gouet, Michel Prieur et Laurent Schmitt
- La monnaie en circulation en France sous Napoléon, Paris, éd. Les Chevau-légers, 2012, in 8°, 665 p. (préface de Jean Tulard)